# Хидео Сакаи
Хидео Сакаи (на японски: 堺井 秀雄) е японски футболист.

## Национален отбор
Записал е и 3 мача за националния отбор на Япония.
| Япония | Япония | Япония |
| Година | Мачове | Голове |
| ------ | ------ | ------ |
| 1934   | 3      | 0      |
| Общо   | 3      | 0      |